# Слонський Анатолій Володимирович
Анато́лій Володи́мирович Сло́нський — старший солдат Збройних сил України, неординарна пряма людина з двома вищими освітами[джерело?].

## Життєпис
Його батько — депутат Уманської міської ради.
Мобілізований у вересні 2014-го. Водій, 128-а гірськопіхотна бригада.
6 лютого 2015-го загинув під час боїв за Дебальцеве, відбиваючи танкову атаку на блокпосту № 3, що під селом Троїцьким. Протягом двох діб підрозділ відбив кілька танкових атак, захопив два «Урали» та полонив російських найманців.
Вдома залишилися дружина та донька. Похований на кладовищі «Нова Умань» 10 лютого 2015-го.

## Нагороди
За особисту мужність і героїзм, виявлені у захисті державного суверенітету та територіальної цілісності України, вірність військовій присязі під час російсько-української війни
- нагороджений орденом «За мужність» III ступеня (26.2.2015, посмертно)[1];
- Почесна відзнака «За заслуги перед Черкащиною» (посмертно);
- Почесна відзнака "Почесний громадянин Умані" (посмертно, 17 вересня 2015)[2][3];

## Вшанування пам'яті
В Умані існує вулиця Анатолія Слонського.